# 日赤通り
日赤通り（、ローマ字表記: Nisseki Dōri）は福岡県福岡市中央区渡辺通1丁目交差点から福岡県福岡市南区九大大橋キャンパス入口交差点までの福岡県道602号後野福岡線・国道385号3.1 kmに付けられた福岡市道路愛称。

## 概要
渡辺通りから続く、福岡市の南北を縦走する主要な幹線道路のひとつで、交通量が多く、全線が片側3車線で整備されている。起点側から逐次、電線地中化等の街路整備工事が行われており、那の川交差点より北では竣工している。
なお、福岡県道602号後野福岡線の区間は渡辺通1丁目交差点から清水四ッ角交差点まで（602号は野間四ッ角方面から若久方面に向かう）、国道385号の区間は清水四ッ角交差点から九大大橋キャンパス入口交差点までである。この道路をさらに道なりに南下すると、西鉄天神大牟田線をくぐり福岡県道31号福岡筑紫野線（高宮通り）と合流する。
東京都港区と渋谷区の境にも同名の通りがある。

## 地理

### 通過する自治体
- 福岡県福岡市（中央区 - 南区）

### 交差する道路
| 交差する道路 西←〈日赤通り〉→東           | 交差する道路 西←〈日赤通り〉→東     | 交差する場所           | 交差する場所 | 路線番号  |
| ----------------------------------------- | ----------------------------------- | ---------------------- | ------------ | --------- |
| 〈渡辺通り〉 県道602号後野福岡線 天神方面 |                                     |                        |              |           |
| 〈城南線〉                                | 〈住吉通り〉                        | 渡辺通り1丁目          | 中央区       | 県道602号 |
| 〈百年橋通り〉 県道555号桧原比恵線        | 〈百年橋通り〉 県道555号桧原比恵線  | 那の川四ツ角           | 南区         | 県道602号 |
| 〈大池通り〉 県道602号後野福岡線          | 〈きよみ通り〉 国道385号 博多駅方面 | 清水四ツ角             | 南区         | 県道602号 |
| 〈大池通り〉 県道602号後野福岡線          | 〈きよみ通り〉 国道385号 博多駅方面 | 清水四ツ角             | 南区         | 国道385号 |
| 国道385号 柳川方面                        | 九州大学大橋地区正門                | 九大大橋キャンパス入口 | 南区         |           |

### 沿線にある施設など
渡辺通り1丁目交差点側から順に
- エフエム福岡本社 - 清川一丁目
- 福岡放送本社 - 清川二丁目
- 九電工本社・福岡支店 - 那の川一丁目
- やずや本社 - 大楠一丁目
- 福岡西鉄タクシー本社 - 大楠一丁目
- 福岡赤十字病院・日本赤十字社福岡支部 - 大楠三丁目
- 福岡市立大楠小学校 - 大楠三丁目
- 福岡市立春吉中学校 - 清水四丁目
- 第一薬科大学・福岡第一高等学校・第一薬科大学付属高等学校 - 玉川町
- 福岡市立玉川小学校 - 向野一丁目
- 南市民センターホール・南体育館・南図書館 - 塩原二丁目
- 九州中央病院 - 塩原三丁目
- 南区役所・南保健所 - 塩原三丁目
- 大橋駅 - 大橋一丁目
- 九州大学大橋キャンパス - 塩原四丁目

## 名前の由来
- 福岡赤十字病院が沿線にあることから（1979年の福岡市制施行90周年を記念した道路愛称事業により制定）。